# Blang Seupeng (Peukan Baro)
Blang Seupeng is een bestuurslaag in het regentschap Pidie van de provincie Atjeh, Indonesië. Blang Seupeng telt 280 inwoners (volkstelling 2010).